# クリビアにおまかせ!
『クリビアにおまかせ!』（原題：Ja zuster, nee zuster、英題：Yes Nurse! No Nurse! ）は、2002年に製作されたオランダのミュージカル・コメディ映画。

## キャスト
| 役名               | 俳優                       | 日本語吹替 |
| ------------------ | -------------------------- | ---------- |
| クリビア           | ルス・ルカ                 | 藤田淑子   |
| ボーデフォル       | パウル・R・コーイ          | 岩崎ひろし |
| イェット           | チツケ・ライディンハ       | 雨蘭咲木子 |
| ワウター           | パウル・ドゥ・レウ         | 中尾隆聖   |
| ヘリット           | ワルデマル・トーレンストラ | 落合弘治   |
| ベルトゥス         | エド・ブレンナー           | 斎藤志郎   |
| ボビー             | レナート・ヴァンダー       | 内田夕夜   |
| 博士（エンジニア） | ベッペ・コスタ             | 後藤哲夫   |
| ヘリットの祖父     | フリッツ・ランブレヒツ     | 宝亀克寿   |